# 중국청년구국단

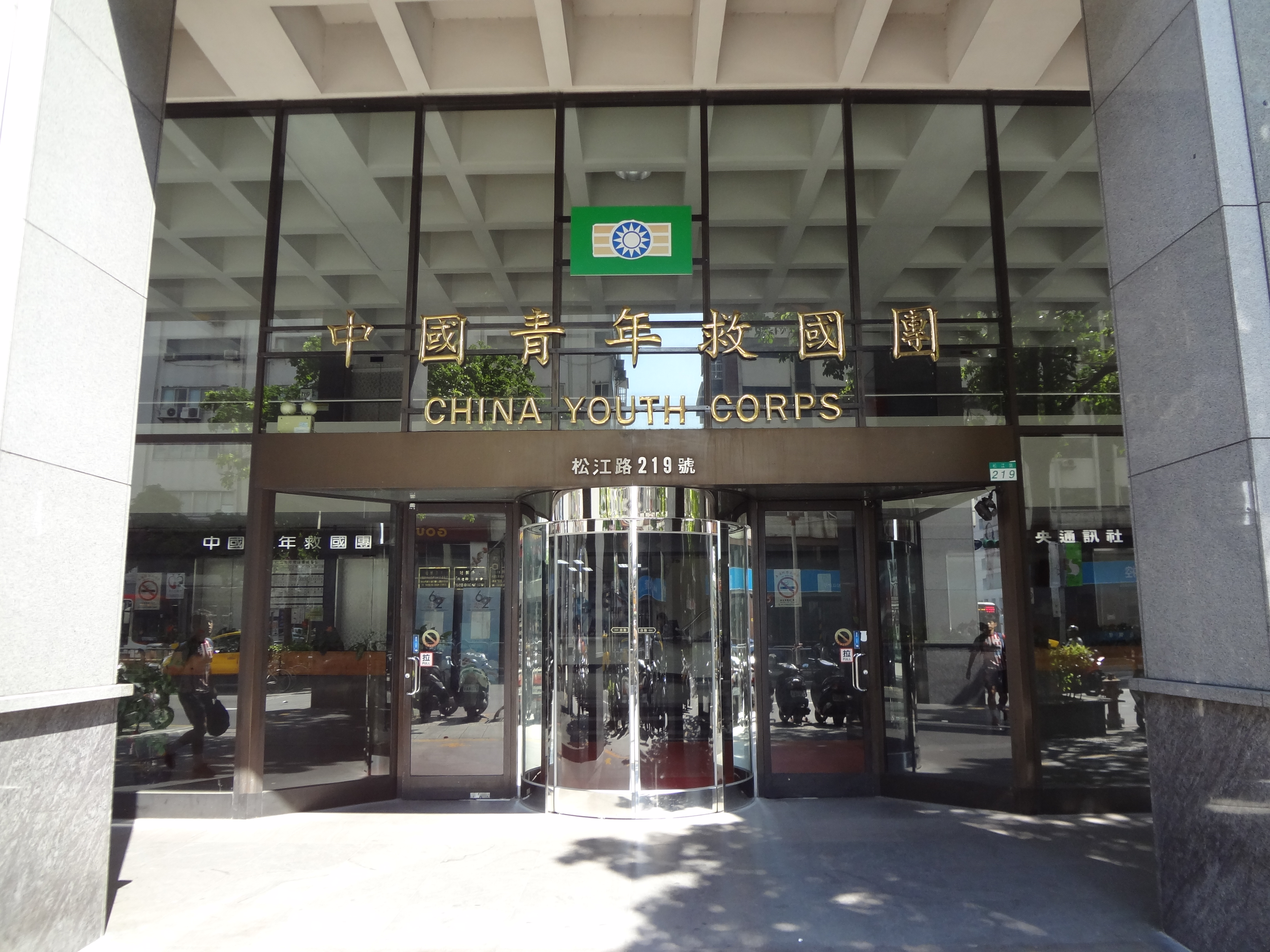

중국청년구국단(中國青年救國團, China Youth National Salvation Corps(약칭 CYC))은 중화민국의 청소년 단체다.
중국청년구국단은 중국청년반공구국단이라는 이름으로 1952년 장제스의 추천을 받아 세워졌고 장징궈가 초대 단장을 지냈다. 원래 목적은 중화민국 국군에 징병되기 전에 청소년에게 기초군사훈련을 제공하는 것이었다. 당시에 CYC는 공청단과 중화인민공화국의 관계처럼 중국 국민당 정권과 관계된 준정부단체였다. 1990년대까지 고등학생들에게 군사교육서적을 보급했다. 비록 현재에도 병영캠프 프로그램을 운영하지만 수 십 년 동안 군사적 색채에서 많이 탈피했다.
- 위키미디어 공용에 중국청년구국단 관련 미디어 분류가 있습니다.